# Euderon
Euderon is een geslacht van wantsen uit de familie van de Miridae (Blindwantsen). Het geslacht werd voor het eerst wetenschappelijk beschreven door Puton in 1888.

## Soorten
Het genus is monotypisch en bevat alleen de volgende soort:

- Euderon martini Puton, 1888